# Caquetaia umbrifera
Caquetaia umbrifera är en fiskart som först beskrevs av Meek och Hildebrand, 1913.  Caquetaia umbrifera ingår i släktet Caquetaia och familjen Cichlidae. Inga underarter finns listade.